# Плотников, Роман Павлович
Роман Павлович Плотников (род. 1976) — сотрудник российских органов государственной безопасности, генерал-майор.

## Биография
Родился 1 декабря 1976 года в городе Кунгуре Пермской области (ныне — Пермский край). После окончания средней школы поступил в Пермский государственный технический университет.
В 2000 году Плотников поступил на службу в органы Федеральной службы безопасности Российской Федерации. Служил на различных должностях в региональных Управлениях ФСБ России по Пермскому краю, Вологодской области, Калининградской области. Участвовал в боевых действиях.
С марта 2019 года возглавлял Управление Федеральной службы безопасности Российской Федерации по Республике Алтай.
В январе 2022 года полковник Роман Павлович Плотников был назначен на должность начальника Управления Федеральной службы безопасности Российской Федерации по Алтайскому краю.
В декабре 2022 года присвоено звание генерал-майор.
Награждён рядом государственных и ведомственных наград.